# Дубовка (Мариинско-Посадский район)
Дубовка (чув. Кĕçĕн Астакасси) — деревня  в Мариинско-Посадского муниципальном округе Чувашии . С 2004 до 2023 года входила в состав Приволжского сельского поселения.

## География
Расположен в северо-восточной части региона, в 5 километрах от Волги.
Уличная сеть представлена 6 улицами: ул. Майская, ул. Московская, ул. Октябрьская, ул. Посадская, ул. Украинская и ул. Ягодная.

## История
В 1963 г. Указом Президиума ВС РСФСР деревня Малое Собачкино переименована в Дубовка.

## Население
| 2010 | 2012 | 2013 |
| ---- | ---- | ---- |
| 324  | ↗330 | →330 |

## Инфраструктура
Личное подсобное хозяйство.

## Транспорт
Остановка общественного транспорта. 